# Ampere
För andra betydelser, se Ampère.

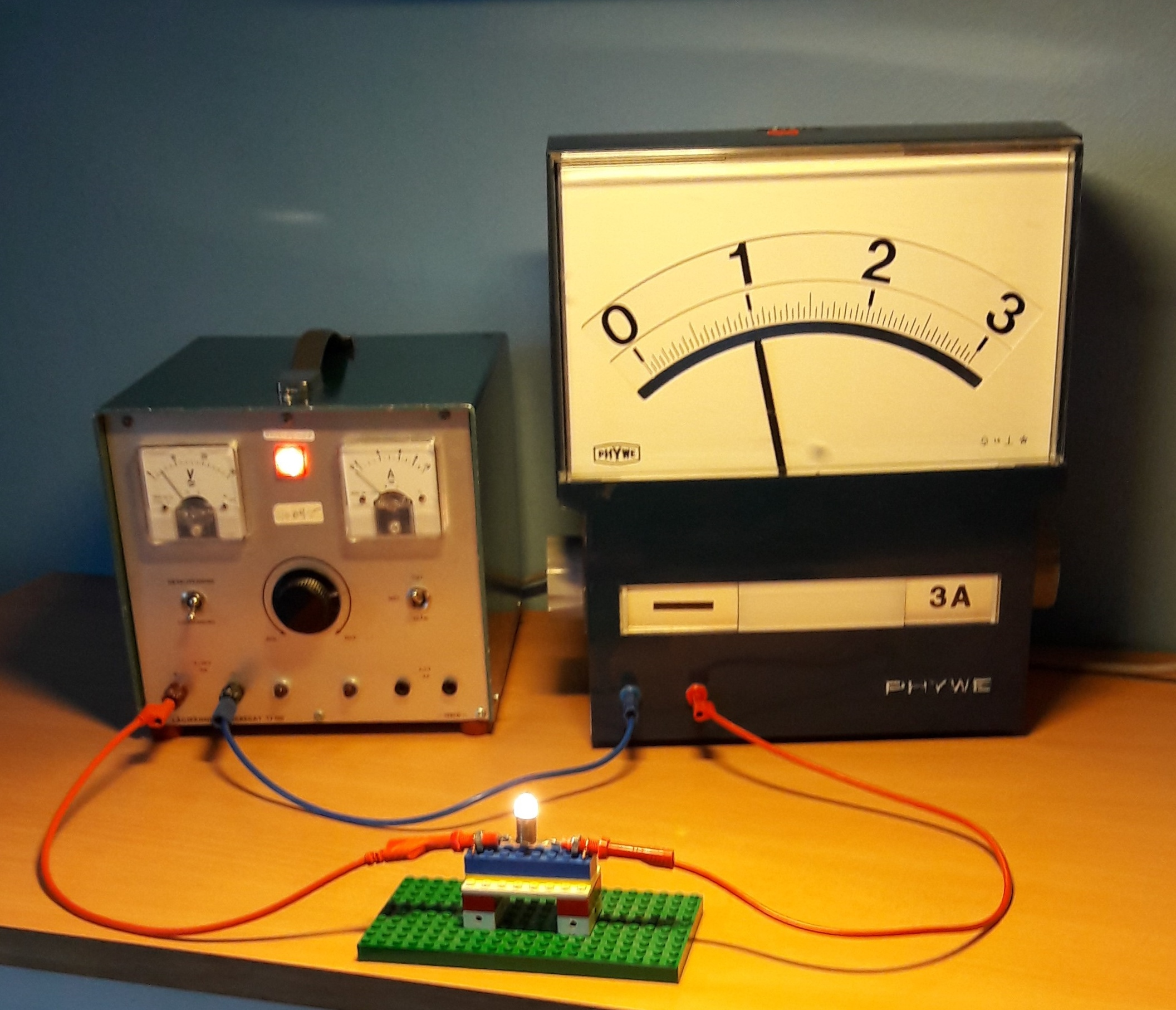
Analog amperemeter som visar strömmen 1 ampere genom en glödlampa.

Ampere, förkortning A och inofficiellt amp, är SI-enheten för elektrisk ström. Den är uppkallad efter den franske fysikern André-Marie Ampère (1775–1836).
Ampere är en av Internationella måttenhetssystemets sju grundenheter ur vilka alla andra fysikaliska enheter kan härledas.
Enkelt uttryckt betyder 1 ampere att ungefär 6,24 × 1018 elektroner passerar en viss punkt i en elektrisk ledare varje sekund.

## Definition
Precis som vattenströmmen i ett vattenrör kan anges i till exempel liter per sekund så kan elektrisk ström, I, i en ledningstråd anges som antalet elektroner per sekund. Strömmen 1 ampere blir då ungefär 6,24·1018 elektroner per sekund. Den sammanlagda elektricitetsmängden eller laddningen, Q, hos dessa ungefär 6,24·1018 elektroner kallas 1 coulomb.
Mer exakt uttryckt är antalet elektroner lika med 1 delat med mätetalet av e elektroner per sekund, där e är  elementarladdningen som definierats till exakt 1,602 176 634 ×10–19 coulomb.
1 ampere kan då anges som 1 coulomb per sekund, det vill säga 1 A = 1 C/s. Sekund är en annan grundenhet som definieras enligt en fysikalisk mätmetod.
Sambandet mellan ström, laddning och tid skrivs I = Q/t, där I mäts i ampere (A), Q i coulomb (C) och t i sekunder (s).
Definitionen på 1 ampere gäller sedan 20 maj 2019. Internationella byrån för mått och vikt, Bureau international
des poids et mesures (BIPM), hade tagit fram förslaget till ny definition av ampere, enligt vilken enheten skulle definieras utifrån elementarladdningen.  Allmänna konferensen för mått och vikt, General Conference on Weights and Measures (CGPM) beslutade i frågan i november 2018.
Definitionens officiella ordalydelse är, på franska (som har högsta auktoritet i SI) och engelska:
L’ampère, symbole A, est l’unité de courant électrique du SI. Il est défini en prenant la valeur numérique fixée de la charge élémentaire, e, égale à 1,602 176 634 × 10−19 lorsqu’elle est exprimée en C, unité égale à A s, la seconde étant définie en fonction de ∆νCs.
The ampere, symbol A, is the SI unit of electric current. It is defined by taking the fixed numerical value of the elementary charge e to be 1.602 176 634 ×10–19 when expressed in the unit C, which is equal to A s, where the second is defined in terms of ΔνCs.

## Definition före maj 2019

Illustration av den äldre definitionen av 1 ampere

Enligt definitionen före 2019 var 1 ampere den ström som, när den passerar genom två raka och parallella ledare i vakuum med oändlig längd, försumbart tvärsnitt och en meters avstånd mellan varandra, ger upphov till en kraft på 2·10−7 newton per meter (N/m) mellan ledarna. Definitionen antogs av Allmänna konferensen för mått och vikt, CGPM, 1948.